# Августа Прусська
Крістіна Фредеріка Августа Прусська (нім. Christine Friederike Auguste von Preußen, 1 травня 1780 — 19 лютого 1841) — прусська принцеса з династії Гогенцоллернів, донька короля Пруссії Фрідріха-Вільгельма II та принцеси Гессен-Дармштадтської Фредеріки Луїзи, дружина курфюрста Гессену Вільгельма II.

## Біографія
Народилась 1 травня 1780 року у Потсдамі за часів правління Фрідріха Великого. Була п'ятою дитиною та третьою донькою в родині кронпринца Пруссії Фрідріха Вільгельма та його другої дружини Фредеріки Луїзи Гессен-Дармштадтської. Мала старших братів Фрідріха Вільгельма та Людвіга й сестру Вільгельміну. Ще одна сестра померла немовлям до її народження. Згодом сімейство поповнилося двома синами.
Шлюб батьків не був щасливим. Батько мав численні любовні зв'язки. Матір більшу частину часу проводила у Потсдамі і не приділяла багато уваги дітям. Часто вона не бачила їх по кілька днів, і за малечею наглядали няньки та гофмейстерина. Втім, Ядвіґа Шарлотта Гольштейн-Готторпська змальовувала її ввічливою, балакучою та сяючою добротою жінкою.
У серпні 1786 року батько став королем Пруссії. Матір з того часу все більше часу проводила в палаці Монбіжу, де зростали й діти. Прусський двір того часу змальовували як дезорганізований та погано керований.
Авґуста була талановитою художницею, серед її врятованих робіт збереглися і автопортрети.
У 16 років її видали заміж за 19-річного спадкоємного принца Гессен-Касселю Вільгельма. Весілля відбулося 13 лютого 1797 у Берліні. У подружжя народилося шестеро дітей. Укладений з політичних мотивів, шлюб не був щасливим. Між подружжям часто траплялися скандали та сутички.

У 1806 році Гессен був окупований французькою армією. Авґуста, будучи вагітною, в цей час перебувала у Берліні. У жовтні прусська столиця також була захоплена. Наполеон, дізнавшись про принцесу, яка нещодавно народила дитину, оточив її будинок охоронцями та наказав не турбувати. Оскільки у Августи не вистачало грошей, вона домоглася зустрічі з Бонапартом та прийшла з новонародженим сином і тримаючи іншу дитину за руку, аби попросити про фінансову допомогу. Наполеон задовольнив її прохання.

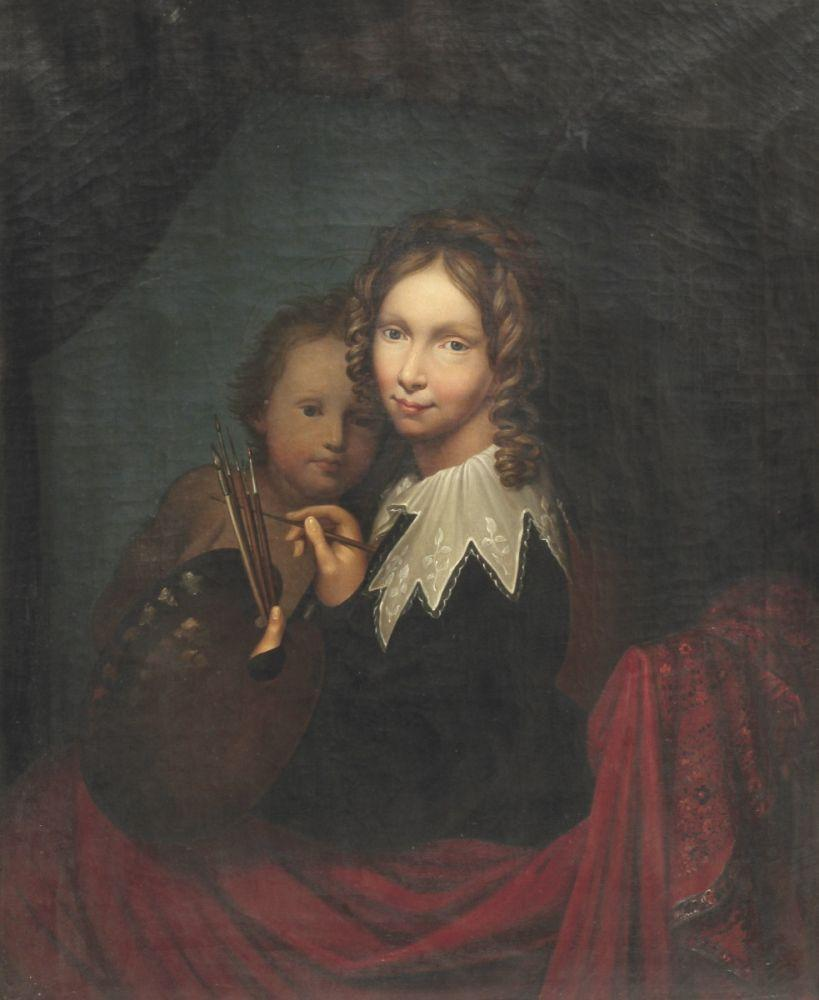
Портрет Августи, яка копіює Сикстинську Мадонну, роботи Фрідріха Бурі

Після народження молодшої дитини союз подружжя залишився суто формальним. Від 1815 року пара проживала окремо і вела одне з одним таємну війну. Вільгельм мешкав у Касселі зі своєю коханкою Емілією Ортльоп, якій він дарував графський титул. Августа від 1821 року, вже ставши курфюрстіною-консортом, жила у палаці Шонфельд поблизу міста. Згодом навколо неї згрупувалося так зване «шонфельдське коло» — група з опозиційної курфюрстові знаті, до якої належали, окрім самої Августи та кронпринца, провідні політичні і культурні діячі Гессена: Людвіг Гассенпфлуг, генерал Йозеф фон Радовіц, письменники брати Грімм тощо.
Дізнавшись про існування цієї опозиції, Вільгельм у 1823 році відправив чиновників і офіцерів зі столиці в провінцію, а сина-спадкоємця вислав до Марбурга. У 1826 році Гессен залишила і сама Августа. Спершу вона виїхала до Гааги, звідти попрямувала до Кобленца, потім — до Бонна, і, зрештою, оселилася у Фульді, де мешкала протягом трьох років.
У 1831 році вона повернулася до Касселя, оскільки, після революції в попередньому році, її чоловік залишив країну, передавши правління синові, хоча офіційно і не зрікався трону.
Померла десять років потому, 19 лютого 1841 року. Похована на Старому цвинтарі Касселя.
Замок Шонбург заповіла своїй доньці Кароліні.

## Родина
Чоловік —  Вільгельм II (курфюрст Гессену)
Діти:
- Вільгельм (1798—1800) — прожив 2 роки;
- Кароліна (1799—1854) — одружена не була, дітей не мала;
- Луїза (1801—1803) — прожила 2 роки;
- Фрідріх Вільгельм (1802—1875) — курфюрст Гессену у 1847—1866 роках, був морганатично одружений з Гертрудою Леман, мав дев'ятеро дітей;
- Марія (1804—1888) — дружина герцога Саксен-Майнінгенського Бернхарда II, мала сина та доньку;
- Фердинанд (9 жовтня—21 листопада 1806) — прожив півтора місяці.

## Титули
- 1 травня 1780—13 лютого 1797 — Її Королівська Високість Принцеса Авґуста Прусська;
- 13 лютого 1797—15 травня 1803 — Її Королівська Високість Спадкоємна Принцеса Гессен-Касселю;
- 15 травня 1803—27 лютого 1821 — Її Королівська Високість Спадкоємна Принцеса Гессену;
- 27 лютого 1821—19 лютого 1841 — Її Королівська Високість Курфюрстіна Гессену;